# 卡塔尔文化
卡塔尔的文化很大一部分受到传统的贝都因文化的影响，而来自印度、东非和波斯湾等其他地方对其的影响较小。由于卡塔尔所在半岛的恶劣气候条件迫使它的居民转向海洋维持生计。因此，海洋占据了当地文化的主要位置。。当地的文学作品和民间习俗通常都与海洋有关。
在当地，诗歌和歌唱等口头艺术在历史上比抽象艺术更加普遍，这是因为伊斯兰教后者有一定程度的限制。然而，像一些视觉艺术，例如书法、建筑和纺织都广泛存在。在卡塔尔的石油时代，具象艺术逐渐融入了该国的文化。
自2008年7月1日起，哈马德·本·阿卜杜勒阿齐兹·卡瓦里担任卡塔尔文化、艺术和遗产部长。

## 视觉艺术

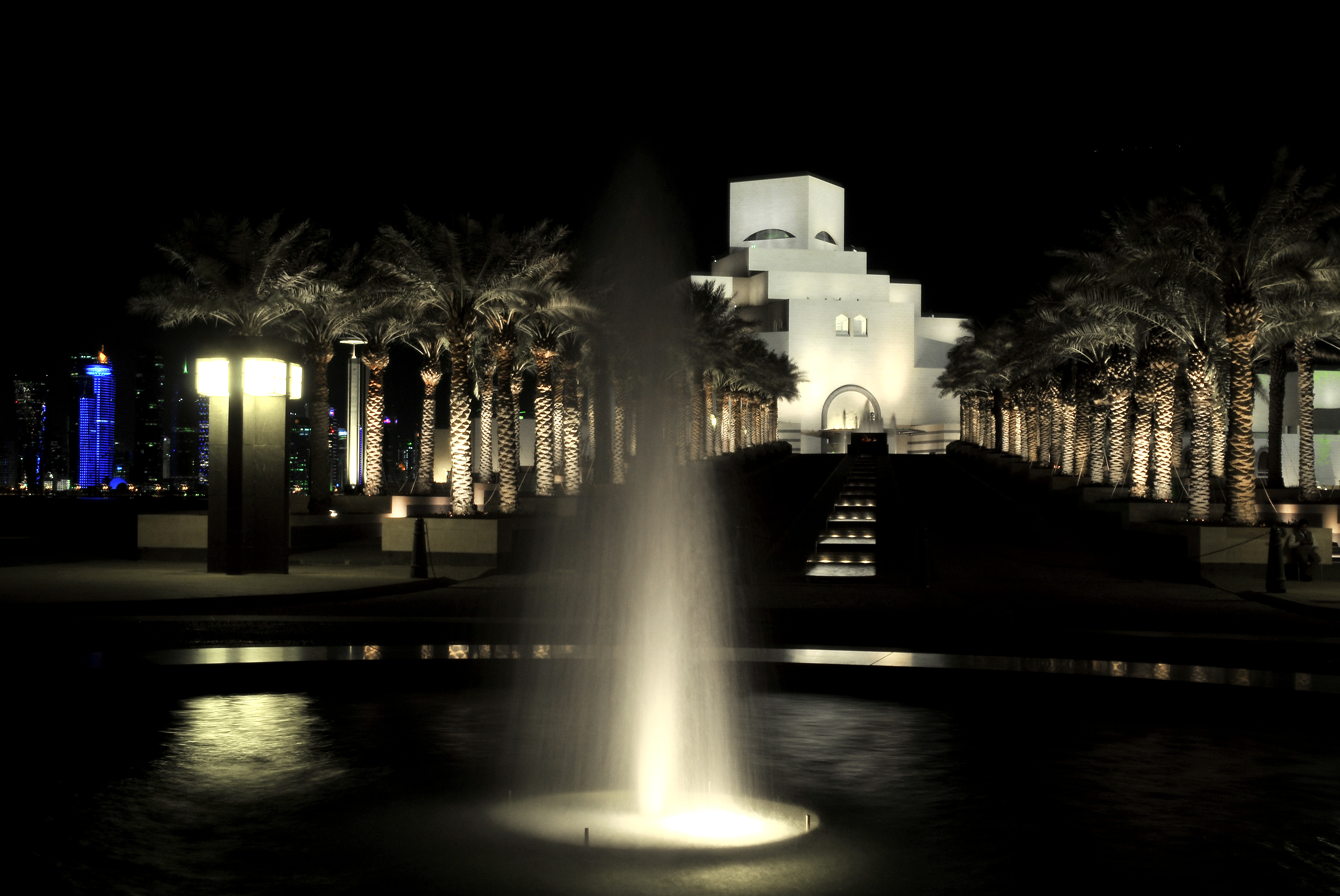
位于多哈的伊斯兰艺术博物馆

由于伊斯兰教对具象艺术的限制，绘画和雕塑只在卡塔尔文化中扮演了一个了相当小的角色，直到20世纪中期发现石油这种情况才得以改善。 其他种类的视觉艺术，例如伊斯兰书法与伊斯兰建筑是卡塔尔历史上最主要的视觉表现形式。在这两者中伊斯兰书法在卡塔尔社会中发展的最好，这是因为它是所有艺术形式中与伊斯兰教连接最为紧密的。 伊斯兰书法通常用于国家官方标志的设计，例如2030卡塔尔国家标志。
在1972年前，艺术展览都是在教育部的主持下举行的。之后，卡塔尔政府开始为艺术领域提供全方位的支持。1980年卡塔尔艺术协会宣告成立，它的使命是促进卡塔尔艺术家创作更多的艺术作品。 优素福·艾哈迈德 是卡塔尔艺术产业的领军人物，并且多次代表卡塔尔参加国际活动。 他的艺术作品已在许多国家成功举办过展览。
在过去的二十年间，数个阿勒萨尼家族的成员已经使得卡塔尔政府增加了对艺术领域的投入，并且他们还将继续影响该国的文化政策。 最好的一个例证就是在2011年卡塔尔被艺术报评为为世界上最大的艺术品买方。

## 诗歌
在卡塔尔,诗歌自从前伊斯兰时期就是其文化的一个重要组成部份。 卡塔尔·伊本·富贾是一位大约在七世纪的民间英雄，他便是以写诗而著名。诗歌一直以来都被视为一种承担着基本社会功能的口头艺术。 在古代，部落中拥有一个着名的诗人是是一件值得整个部落骄傲的事。同时，它也是古代的传统文化向下传承的主要方式。
在口头诗歌中，主要形式是纳巴蒂诗。在十九世纪，贾西姆·穆罕默德·阿勒萨尼酋长将一些比较好的纳巴蒂诗收集到一起，这使得纳巴蒂诗在卡塔尔的文化中取得了一席之地。 纳巴蒂诗通常在卡塔尔的广播和电视中播出

## 文学
卡塔尔的现代文学大约起源于二十世纪七十年代。 与其他卡塔尔的艺术形式不同，女性在文学运动与男性的地位相当。 在二十世纪七十年代文学运动伊始，女性们的创作基本是“Ritha”这种类型的诗歌，并在当地的报纸上出版。 Kaltham Gaber是第一位在卡塔尔出版作品集的女性作家。那本书中包含了她在1973至1978年间写的诸多短篇故事。